# Steinen (Familienname)
Steinen ist ein deutscher Familienname.

## Namensträger
- Diether von den Steinen (1903–1954), deutscher Ethnologe und Autor
- Heinrich Schulze-Steinen (1827–1921), deutscher Landwirt und Politiker (NLP), MdR
- Helmut von den Steinen (1890–1957), deutscher Essayist und Literaturübersetzer
- Johann Abraham von den Steinen (1781–1849), deutscher Gutsbesitzer, Kaufmann und Bürgermeister von Cronenberg
- Johann Dietrich von Steinen (1699–1759), deutscher Historiker und evangelischer Pfarrer
- Johann Dietrich Franz Ernst von Steinen (1724–1797), deutscher evangelischer Pfarrer und Historiker
- Johann Friedrich Franz von Steinen (1758–1819), deutscher Pastor und Autor
- Karl von den Steinen (1855–1929), deutscher Mediziner, Ethnologe, Forschungsreisender, Amerikanist
- Ursula Hesse von den Steinen (* 1970), deutsche Sängerin und Hochschullehrerin
- Wilhelm von den Steinen (1859–1934), deutscher Maler und Graphiker
- Wolfram von den Steinen (1892–1967), deutsch-schweizerischer Mediävist